# Métro de Tel Aviv
Ne doit pas être confondu avec Métro léger de Tel Aviv.
Le métro de Tel Aviv est un système de métro lourd proposé pour la région métropolitaine de Tel-Aviv. Il viendra compléter les lignes suburbaines de métro léger de Tel Aviv et d’Israël afin de constituer une solution de transport en commun rapide pour la ville.

## Histoire
L'idée du métro lourd est née en 2015 au ministère des finances israélien, contournant le ministère des transports. La justification du ministère était que l'idée du métro léger ne serait pas suffisant pour répondre aux besoins de Tel-Aviv en matière de transport dès les années 2020, lorsque les premières lignes seraient achevées. De multiples alternatives ont été proposées dans les discussions internes. À l'époque, l'idée fut surprise par le ministère des transports.
Début 2016, les deux ministères se sont mis d'accord sur un schéma général comprenant trois des sept lignes de métro léger prévues, en plus de trois nouvelles lignes de métro. En septembre 2016, la société gouvernementale NTA (acronyme hébreu de Urban Transportation Lines) a lancé un appel d'offres pour une étude de faisabilité concernant les lignes de métro. Le coût final de toutes les lignes est estimé entre 130 et 150 milliards de NIS,.
En juillet 2018, NTA a publié un appel d'offres pour la planification des trois lignes de métro. En juillet 2018, McKinsey a soumis au gouvernement israélien un rapport sur les aspects financiers du projet.
Le 15 avril 2019, le Comité national des infrastructures approuve le tracé des trois lignes de métro.
En 2022, la ligne M3 est la première ligne à avoir été approuvée pour la construction.

## Lignes planifiées
La construction devrait commencer vers 2024-2026 avec une première ouverture à partir de 2032.
| Ligne | Distance | Trajet |
| ----- | -------- | --- |
| M1    | 73       | Ra'anana – Herzliya – Ramat HaSharon – Northern Tel Aviv – Tel Aviv University – Bavli – Ayalon Highway (Tel Aviv) – Yigal Allon Street – Kiryat Shalom – Central Holon – Central Rishon LeZion – Ness Ziona – Rehovot – Bilu Junction ou Kfar Saba – Hod HaSharon – IWI Ramat HaSharon – Kiryat Atidim and Ramat HaHayal – Tel Aviv University – Bavli – Ayalon Highway (Tel Aviv) – Yigal Allon Street – Kiryat Shalom – Central Holon – Rishon LeZion Old Industrial Zone – Tzrifin – Be'er Ya'akov – Ramla – Lod |
| M2    | 32       | Bat Yam – Southern Holon – Holon Industrial Zone – Azor – Or Yehuda – Sheba Medical Center – Kiryat Ono – Ramat Siv and Kiryat Aryeh – Northeast Tel Aviv – Glilot – Herzliya Pitu'ah |
| M3    | 25       | Wolfson Medical Center – Central Tel Aviv – HaKirya – Nahalat Yitzhak – Giv'atayim – South Bnei Brak – Bar Ilan University – Giv'at Shmu'el – Petah Tikva – Giv'at HaShlosha – Rosh HaAyin |